# Bullet in the Face
Bullet in the Face è una serie televisiva canadese ideata da Alan Spencer e trasmessa dal 2012 sul canale IFC. È una commedia nera che segue le vicende di un ex detenuto, Gunter Vogler, che viene reclutato nelle forze di polizia, dopo esser stato tradito dalla sua compagna e amante.

## Trama
La storia è ambientata a Brüteville, una città noir e distopica contesa da due malvagi boss mafiosi, l'agorafobico ed elitario Tannhäuser e l'ottuso Racken.
Mentre sta rapinando una gioielleria, Gunter Vogler, un sociopatico killer temuto da tutti, riceve l'ordine da parte del suo capo, Tannhäuser, di uccidere la sua compagna ed amante, Martine Mahler. Tuttavia Martine complica la situazione rivelando di aspettare un figlio da Gunter. Quando un agente di polizia interrompe la rapina, Gunter uccide con entusiasmo il poliziotto, ma un proiettile gli viene sparato in faccia dalla stessa Martine.
Svegliatosi in ospedale, Gunter si ritrova sotto le cure della polizia di Brüteville, che gli ha trapiantato chirurgicamente il volto dell'agente che ha ucciso. La polizia cerca così di sfruttare la sua conoscenza del mondo criminale e la sua sete di vendetta per catturare finalmente l'inafferrabile Tannhäuser, mentre il cadavere del poliziotto morto viene fatto passare per il suo. Gunter inizia quindi una collaborazione con il tenente Karl Hagerman, e i due risolvono diversi crimini durante la ricerca di Tannhäuser, tra cui una serie di apparenti suicidi da parte di preti e l'omicidio di un ragazzo.
Martine racconta a Tannhäuser che lui è il padre del bambino, ma si scopre che la donna si era finta anche la moglie di Racken, il quale pensa ugualmente che il figlio sia suo. Dopo aver scatenato una vera e propria guerra tra bande fra Tannhäuser e Racken, Tannhäuser è costretto ad abbandonare la propria abitazione dopo essere stato sparato da Martine. Gunter e Racken affrontano Martine nel Brüteville General Hospital, senza sapere che Tannhäuser ha ordinato ai suoi uomini di far saltare per aria l'edificio. Il ventre gonfio di Martine si rivela essere in realtà una protesi nella quale la donna nasconde un mitra, che usa per uccidere Racken e i suoi uomini. In seguito punta l'arma su Gunter, rivelandogli che tutti i suoi inganni sono finalizzati ad avere il controllo della mafia di Brüteville. Quando la donna sembra pronta per uccidere Gunter, la bomba presente nell'edificio improvvisamente esplode.

## Personaggi
- Gunter Vogler, interpretato da Max Williams.
È un noto killer squilibrato e violento. Il suo personaggio è basato sui supercriminali dei fumetti, come Joker.[1] Si allea temporaneamente con la polizia per cercare vendetta per il tradimento subito.
- Karl Hagerman, interpretato da Neil Napier.
È un tenente. Il suo carattere è l'opposto di quello di Gunter Vogler: è imbranato, emotivo ed introverso. Vogler ha ucciso ognuno dei suoi precedenti compagni di lavoro, ma i due sono costretti a lavorare insieme quando a viene trapiantata la faccia del suo ultimo compagno.
- Eva Braden, interpretata da Jessica Steen
È il commissario della polizia locale. Viene travolta dalle violente guerre tra bande di Brüteville. Recluta Gunter Vogler per combattere il male con il male. È sessualmente frustrata e tenta senza successo di sedurre Gunter.
- Martine Mahler, interpretata da Kate Kelton.
È la compagna ed amante di Gunter Vogler, prima che lei lo tradisca. Allo stesso tempo ha una relazione sia con Tannhäuser che con Racken, i due boss mafiosi che spera di manipolare in modo che si scontrani a vicenda in una guerra tra bande.
- Tannhäuser, interpretato da Eddie Izzard.
È un signore del crimine riservato ed agorafobico, appassionato di scacchi. Cerca di fare in modo che Gunter Vogler e Martine Mahler, entrambi killer al suo soldo, si uccidano a vicenda.
- Racken, interpretato da Eric Roberts.
È un ottuso signore del crimine, che si oppone a Tannhäuser. Si crede sposato con Martine Mahler, sebbene in realtà lei lo stia ingannando.

## Produzione
I primi tre episodi sono stati trasmessi il 16 agosto 2012, seguiti dai rimanenti tre episodi andati in onda il 17 agosto 2012.
Tre le influenze della serie vi sono i fumetti, John Woo, Quentin Tarantino, Ridley Scott e i film noir.

## Critica
Bullet in the Face è stata oggetto di recensioni contrastanti, con un punteggi di 57 su 100 sul sito web Metacritic. Le recensioni positive hanno evidenziato il suo fascino cult, mentre altre recensioni più critiche hanno messo in evidenza la discontinuità della sua scrittura.

## Episodi
| nº | Titolo originale    | Prima TV Canada |
| -- | ------------------- | --------------- |
| 1  | Meet Gunter Vogler  | 16 agosto 2012  |
| 2  | Angel of Death      | 16 agosto 2012  |
| 3  | Drug of Choice      | 16 agosto 2012  |
| 4  | Kiss Me Thrice      | 17 agosto 2012  |
| 5  | The World Stage     | 17 agosto 2012  |
| 6  | Cradle to the Grave | 17 agosto 2012  |